# One Night of Love
One Night of Love é um filme norte-americano de 1934, do gênero musical, dirigido por Victor Schertzinger e estrelado por Grace Moore e Tulio Carminati.

## Produção
Já famosa na Broadway, a soprano Grace Moore tentou fazer carreira em Hollywood. No entanto, após dois filmes para a MGM (A Lady's Morals (1930) e New Moon (1931), ela engordou e foi despedida por Louis B. Mayer. Contratada três depois pela Columbia Pictures, fez cinco filmes no estúdio. O primeiro, One Night of Love, deu-lhe o estrelato e foi o melhor deles.
Grace encantou as plateias com sua interpretação de Ciri-Biri-Bin, além de trechos das óperas Lucia di Lammermoor, Madame Butterfly, La Traviata e Carmen. O diretor Victor Schertzinger era também compositor e escreveu a canção-título em parceria com Gus Kahn. A trilha sonora, assinada por Louis Silvers, ganhou o Oscar da categoria.
Apesar dos temores da Columbia, que investiu 200 000 dólares no projeto, One Night of Love foi um enorme sucesso e popularizou a ópera no cinema. Além do Oscar de Melhor Trilha Sonora -- o primeiro entregue pela Academia --, o filme recebeu também o de Melhor Mixagem de Som. Ao todo, foram seis indicações.

## Sinopse
Mary Barrett deseja ser uma estrela da ópera, mas só consegue emprego em um restaurante de Roma. Lá, é descoberta pelo professor de canto Giulio Monteverdi. Giulio promete-lhe fama e fortuna, mas exige dirigir sua carreira e sua vida. Acabam por se apaixonar, porém ciúme, indisciplina e má vontade quase põem tudo a perder.

## Premiações
| Prêmio | Categoria | Situação          |
| ------ | --- | ----------------- |
| Oscar  | Melhor Filme Melhor Diretor Melhor Atriz (Grace Moore) Melhor Edição Melhor Trilha Sonora Melhor Mixagem de Som | Indicado Vencedor |

- Film Daily: Dez Melhores Filmes de 1934[6]
- The New York Times: Dez Melhores Filmes de 1934[6]

## Elenco
| Ator/Atriz         | Personagem        |
| ------------------ | ----------------- |
| Grace Moore        | Mary Barrett      |
| Tulio Carminati    | Giulio Monteverdi |
| Lyle Talbot        | Bill Houston      |
| Mona Barrie        | Lally             |
| Jessie Ralph       | Angelina          |
| Luis Alberni       | Giovanni          |
| Andres de Segurola | Galuppi           |
| Rosemary Glosz     | Frappazini        |
| Nydia Westman      | Muriel            |